# أيثامي ألفاريز
أيثامي ألفاريز (بالإسبانية: Aythami Álvarez González) هو لاعب كرة قدم إسباني في مركز الدفاع، ولد في 27 أغسطس 1988 في لاس بالماس دي غران كناريا في إسبانيا. لعب مع نادي لاس بالماس ونادي هويسكا.

## وصلات خارجية
- أيثامي ألفاريز على موقع قاعدة بيانات كرة القدم.إي يو (الإنجليزية)
- أيثامي ألفاريز على موقع Soccerbase.com (لاعب) (الإنجليزية)
- أيثامي ألفاريز على موقع Soccerway.com (الإنجليزية)
- أيثامي ألفاريز على موقع AS.com (الإسبانية)